# 排水路
排水路（はいすいろ）は、排水用に整備されている水路。

## 概要
排水路は専ら農業や生活排水など不要になった水をひとつに集め流しているものである。農業排水路は悪水路と称される場合もある。多くはコンクリート張り、又は蓋がされ暗渠となっているものが多い。水質は排水路ということもあり、決して良好とは言い難い。○○川と称しているものでも、排水機能を併せ持つ場合○○排水路とも呼ばれている（例:鴻沼川→鴻沼排水路）。排水路の多い埼玉県では○○落という名称の排水路がかつては多かった。現在は○○落排水路が正式名称となっている水路もある。
都市の場合、都市化が急激に進むと排水システムを圧迫させることにつながり、インドネシア、フィリピン、タイ王国などの低地にある都市では洪水の発生が問題となっており、専門家からは大規模な排水システム建設が提言されている。

## 日本の排水路
多くの排水路は排水を目的とした水路（人工河川）である。名称に排水路・悪水路・堀川・落とつくものを列記しているが、別名として排水路が付くものも挙げている。また、人口密集地となっている関東地方以外では無名の排水路がほとんどとなっている。

### 排水路一覧

#### 茨城県
- 中央排水路
- 小貝排水路
- 論所排水
- 大川用排水路
- 山川沼排水路
- 入沼排水路

#### 千葉県
- 平川幹線排水路
- 我湖排水路
- 天王台排水路
- 二号排水路
- 三号排水路
- 四号排水路
- 南部中央幹線排水路
- 江川排水路

#### 埼玉県
- 荒川左岸排水路（さくら川とも）
- 中央排水路（笹目川とも）
- 鴻沼排水路（高沼排水路・鴻沼川とも）
- 別所排水路
  - 田島排水路
  - 沼影排水路
  - 内谷排水路
- 作田排水路
- 道ノ下排水路
- 足立北部排水路
- 油面排水路（油面川とも）
- 天王排水路（天王川・藤右衛門川）とも）
  - 神花排水路
  - 大東排水路
- 大谷口排水路（明花落）
- 中尾排水路
- 大間木排水路
- 後谷ッ排水路
- 北谷排水路
- 氷川排水路
- 北宿排水路
- 八幡下排水路
- 皇山排水路（皇山川とも）
- 新堀排水路（新堀とも）
- 伊刈排水路（川口市）
- 南畑大排水路（富士見市）
- 山室排水路（富士見市）
- 金杉大排水路
- 打田落悪水路
- 大中落悪水路
- 下八間堀悪水路
- 庄内領悪水路
- 中落悪水路
- 中島用悪水路
- 沼落悪水路
- 八間堀悪水路
- 附廻堀悪水路
- 安戸落悪水路
- 会の川（会の川用悪水路）
- 稲荷木落排水路
- 新槐堀川
- 備前堀川
- 備前前堀川
- 青毛堀川
- 庄兵衛堀川
- 隼人堀川
- 赤堀川 (桶川市)
- 上尾中堀川
- 中落堀川
- 手子堀川
- 南青毛堀川
- 北青毛堀川
- 青毛新堀川
- 会之堀川
- 江川堀 (埼玉県)
- 天王新堀
- 平沼落川
- 江川落川
- 新北落
- 椎名落川
- 平沼落川
- 三ヶ村落堀
- 中堀落川

#### 神奈川県
- 鬼柳排水路

#### 新潟県
- 潟川排水路（上越市）[2]
- 亀田排水路（新潟市）[3]
- 清五郎排水路（新潟市）[4]

## マレーシアの排水路
マレーシアのクアラルンプールでは洪水対策のため、地下に2層構造のトンネルが建設され、平常時は地下道として使用し、洪水時には地下排水路として用いることができるよう整備されている。